# Jake Camarda
Jack Jacob Camarda (Norcross, Georgia, 20 de abril de 1999) más conocido como Jake Camarda, es un jugador profesional estadounidense de fútbol americano que se desempeña en la posición de punter en Tampa Bay Buccaneers, en la National Football League (NFL).

## Carrera
Fue seleccionado en la cuarta ronda en la Reunión Anual de Selección de Jugadores de la NFL de 2022. Hizo su debut profesional con el equipo Tampa Bay Buccaneers, donde lleva jugando dos temporadas.